# 大分国際車いすマラソン
大分国際車いすマラソン（おおいたこくさいくるまいすマラソン）は、1981年(国際障害者年)から大分県大分市で、毎年10月末頃に開催されている車いすマラソン大会である。

## 概要
大分県庁前スタート、大分市営陸上競技場フィニッシュの平坦な42.195km（WA/JAAF公認コース）である。ハーフマラソンは、同コースの一部を使用し、スタート、フィニッシュ地点はマラソンと同じ場所である。フラットなコースであることから速いタイムが出やすく、車いすマラソン競技における世界記録は、男女とも大分で記録されたものである。なお、2010年の30回大会から賞金レースとなった。

### 大分のコースで記録された世界記録
- T53/54男子 ハインツ・フライ（スイス） 1:20:14 1999年　第19回大会
- T53/54女子 マニュエラ・シャー（スイス）、土田和歌子（東京都） 1:38:07 2013年　第33回大会
- T52女子    八巻智美（福島県） 2:07:28 2008年　第28回大会

（2014年1月末日現在）
出典 - 国際パラリンピック委員会 

### 公認
- 大会：ワールドパラアスレティックス
- コース：国際陸上競技連盟 （IAAF）/ 日本陸上競技連盟

### 主催
大分県、（公財）日本パラスポーツ協会・日本パラリンピック委員会、日本パラ陸上競技連盟、大分市、大分合同新聞社、（社福）大分県社会福祉協議会、大分県障がい者体育協会

### 共催
大分放送

### 後援
外務省、厚生労働省、スポーツ庁、大分県教育委員会、大分市教育委員会、（公財）大分県スポーツ協会、（一社）大分県身体障害者福祉協会、
（社福）大分合同福祉事業団、（社福）太陽の家、（社福）大分県共同募金会、（公社）大分県理学療法士協会、NHK大分放送局、テレビ大分、大分朝日放送、エフエム大分

#### 大会事務局
大分県庁障害福祉課内

## 開催の経緯

### マラソンへの関心の高まり
- 1975年 アメリカの車いすの青年がボストンマラソンに参加
- 1978年2月の別府大分毎日マラソンにおいて、宗茂が40kmまで当時の世界最高記録（デレク・クレイトン：2時間8分34秒）を上回るペースで快走し、世界歴代2位、日本人初の2時間10分以内となる2時間09分05秒で優勝。
- 1979年4月、早稲田大学4年だった瀬古利彦がボストンマラソンに出場、学生新記録の2時間10分12秒で2位、同年12月の福岡国際では瀬古が宗兄弟（茂・猛）との接戦を制して連覇、1980年のモスクワオリンピックには、宗兄弟、瀬古が日本代表に選出され、メダル独占もと期待された。
- 1980年、ボストンマラソン車いすの部に出場したクート・ブリンクマンが、初めて2時間の壁を破って優勝。

### 走りたいという願い
- 1970年代 別府大分毎日マラソンの開催日の朝に「別大国道を歩こう会」が開催されていたが、毎年参加していた車いす使用者から、「本物のマラソンに参加したい」という声が上がるようになった。
- 1977年 「別府市ロードレース大会」に車いす部門(2.7km)が設定され、女性2名を含む9名が参加。
- 1978年 「別府市ロードレース大会」車いす部門(3km)に3名参加。しかし、このコースの長さは、マラソンを走りたいと願う車いす使用者にとって満足できるものではなく、2年間で廃止された。
- 1980年 別府にある社会福祉法人「太陽の家」福祉工場に勤務する社員の間で「別府大分毎日マラソンを健常者と共に走りたい」という声がますます大きくなり、理事長であった中村裕博士が関係機関に参加許可を求めるに至った。
- しかしながら当時の日本の陸上競技のルール上、車いすでの参加は認められず、また別府大分毎日マラソンのコースは高崎山に隔てられた大分市と別府市を結ぶ大動脈であり、代替できる迂回路が設定できないことから、同じコースで違う日に車いすマラソン大会を開催することも認められなかった。

### 大分県が行う国際障害者年記念事業としての開催
- 大分県において1981年の国際障害者年行事を検討する中で、国道197号と並行して走る県道大在大分港線が国道のバイパスとして機能していることから、これらの道路を組み合わせて新たなコースを設定すれば、マラソンは実施可能と判断。中村博士と協力し、車いすランナー単独のマラソン大会を開催することとした。
- しかし、当時は車いす使用者のマラソン競技に関する医学的データ等が存在しなかったため、試験的に21.0975kmのハーフマラソンから開催することとなった。1981年に109人、1982年に103人が完走し、選手の間から「フルマラソンを開催して欲しい」という声が大きくなり、1983年からフルマラソンを開催。ハーフの部も登竜門として、当分の間は開催することとなった。なお、中村博士はフルマラソンを見届けたのち、1984年に他界。

## コース設定
大野川が作った三角州の海岸沿いに、大分臨海工業地帯として埋め立てられた土地を横断するように設置された県道大在大分港線を主に使用しているため、いくつかの橋を渡る際に登り下りがあるだけで、高低差がほとんどなく海抜5m程度で一定している。ただし3km付近にある弁天大橋は、特に登りの傾斜が厳しいため、重度の障がい者（T51,33/52クラス）にとっては5km関門通過を阻む難所である。

### 使用公道
- 国道
  - 国道197号
- 県道
  - 県道大在大分港線
  - 県道鶴崎港線
- 大分市道
  - 今津留・大津町線
  - 家島南北6号線
  - 家島南北1号線
  - 鶴崎・三佐線
  - 下鶴崎・徳島線

### 橋
- 舞鶴橋（大分川）
- 弁天大橋（大分川）
- 原川橋（原川）
- 三海橋（乙津川）
- 大野川大橋（大野川）
- 王ノ瀬大橋（丹生川）

### 主な観戦ポイント
- スタート地点

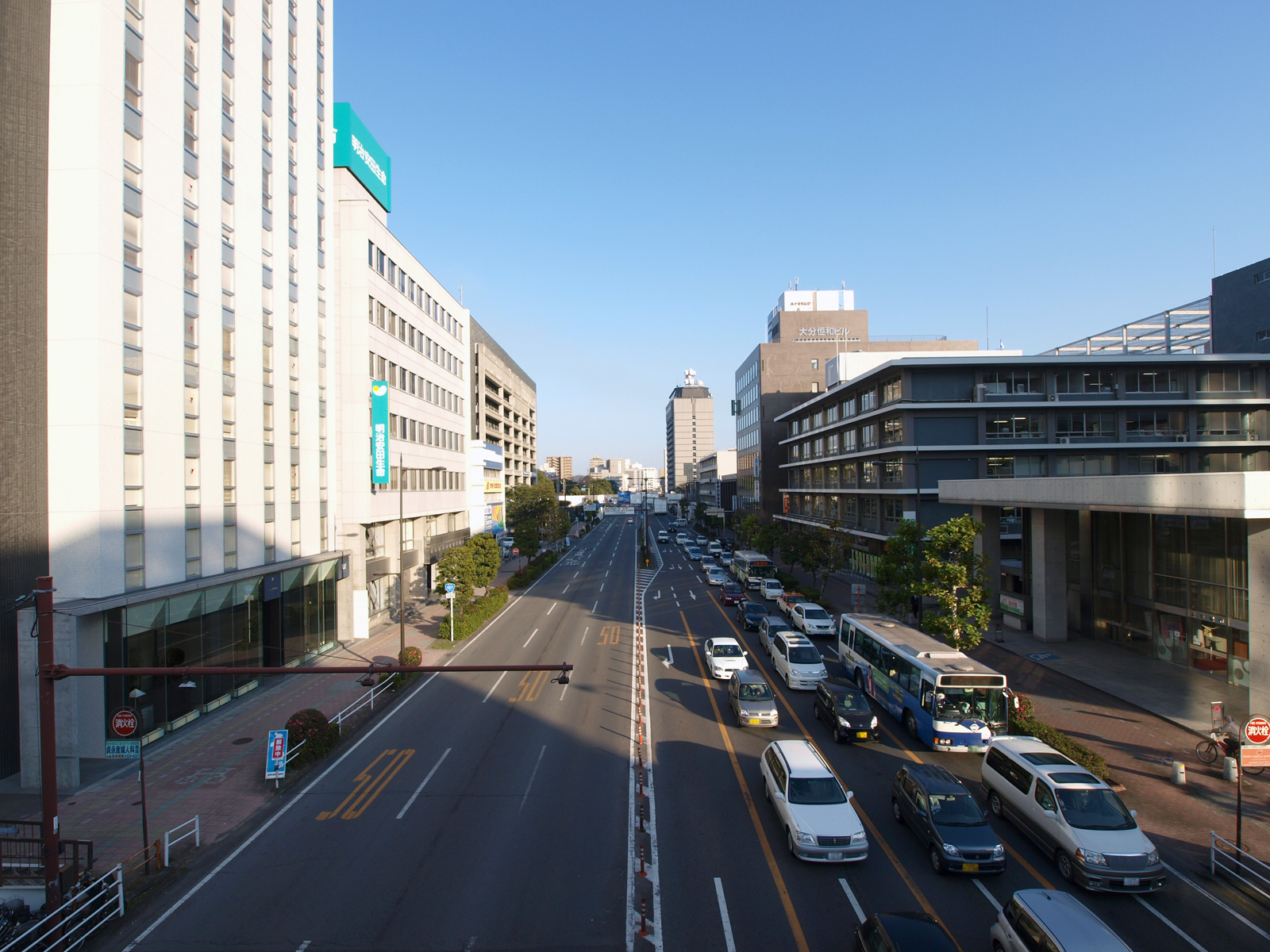
スタート地点の約300m手前

  - 大分県庁前の国道197号の6車線（上・下）すべてを使って一斉にスタートする。
  - 2015年大会まではマラソンは11時ちょうど、ハーフマラソンは11時03分にスタートしていた。
  - 2016年大会は、気温の上昇及び大分放送・BS-TBSでフルマラソンのテレビ生中継が実施[2]されることを考慮したことから、マラソンは10時ちょうど、ハーフマラソンは10時03分にスタートした。
- 舞鶴橋
  - スタート後約800m地点にあり、最初の登り坂となる。
- 弁天大橋
  - スタート後約3km地点にあり、大分市営陸上競技場に近接している。

## 出場歴のある選手
（ウィキペディア内に記載のある選手のみ）
男子
- 山本行文
- ハインツ・フライ
- 室塚一也
- 辰巳晃一
- 副島正純
- 山本浩之
- 洞ノ上浩太
- 笹原廣喜
- 廣道純
- 永尾嘉章
- 花岡伸和
- 樋口政幸
- 安岡チョーク
- マルセル・フグ
- エレンスト・ヴァン・ダイク
- カート・ファーンリー
- 上与那原寛和
- 久保恒造
- 伊藤智也
- トーマス・ガイアシュペヘラー

女子
- 幸塚直子
- 堀川小百合
- 畑中和
- 土田和歌子
- シャンタル・プチクレール
- アマンダ・マクグローリー
- 八巻智美
- 木山由加

## 運営

### 大会運営
大会の協賛企業が社会貢献活動として行うボランティアが運営の一翼を担っているほか、海外選手の通訳のためのボランティアが組織化されており、大会期間中のボランティア数は毎回、延べ2,000名以上になるという。

### 車いすの運搬
スタート地点とフィニッシュ地点が異なるため、選手がスタート地点で預けた日常用車いすをフィニッシュ地点である大分市営陸上競技場に運搬する必要がある。この作業は陸上自衛隊第41普通科連隊が担当しており、レースを終えた選手がすぐに受け取って乗り換えることができるようになっている。

### 企業ボランティア
（外部リンク/活動報告）
- オムロン [3]
- ソニー [4]
- ホンダ [5]
- 三菱商事 [6]
- デンソー [7]
- 大分銀行 [8]
- コカコーラ
- 富士通
- 九電工
- 大分みらい信用金庫 [9]
- キヤノン [10]
- 九州電力 [11]

## 開会式
レース前日に、大分市内のガレリア竹町ドーム広場で開催されている。

## 放送体制
- ラジオ中継は、1998年からOBS大分放送で中継している。
- テレビ中継は、2016年からOBS大分放送とBS-TBSで中継している。放送時間はOBSでは9:55 - 11:30、BS-TBSは12:00まで放送。TBSとOBSの共同制作。

### テレビ・ラジオ中継
- 2016年
  - 解説:花岡伸和
  - ゲスト解説:大島めぐみ
  - センター実況:吉田諭司（OBSアナウンサー）
  - 第一移動車実況:村津孝仁（OBSアナウンサー）
  - バイクリポート:小田崇之（OBSアナウンサー）
  - フィニッシュ実況:三重野勝己（OBSアナウンサー）
  - 沿道リポート:飯倉寛子（OBSアナウンサー）
  - スタート地点リポート、優勝インタビュー:高畑百合子（TBSアナウンサー）

- 2017年（大会が中止となったため、2016年の中継を再放送した。オープニングとエンディングは、大分市営陸上競技場より放送。）
  - 解説:花岡伸和
  - ゲスト解説:小林祐梨子
  - センター実況:吉田諭司（OBSアナウンサー）
  - 第一移動車実況:小田崇之（OBSアナウンサー）
  - バイクリポート:村津孝仁（OBSアナウンサー）
  - 優勝インタビュー:小林由未子（TBSアナウンサー）

- 2018年
  - 解説:花岡伸和
  - ゲスト解説:増田明美
  - センター実況:吉田諭司（OBSアナウンサー）
  - 第一移動車実況:小田崇之（OBSアナウンサー）
  - バイクリポート:村津孝仁（OBSアナウンサー）
  - 沿道リポート:飯倉寛子、賎川寛人（OBSアナウンサー）
  - スタート地点リポート、優勝インタビュー:小林由未子（TBSアナウンサー）

### ラジオ中継
2010年以降の解説及び実況アナウンサー
- 2010年 - 解説:安藤靖浩、実況:村津孝仁
- 2011年 - 解説:安藤靖浩、実況:村津孝仁
- 2012年 - 解説:指宿立、実況:村津孝仁
- 2013年 - 解説:指宿立、実況:村津孝仁
- 2014年 - 解説:指宿立、実況:村津孝仁
- 2015年 - 解説:指宿立、実況:小田崇之
- 2016年以降は、テレビとサイマル放送

## その他
- 2000年にふるさと切手が発行されている。[12]

映画ロケ地
- スタート後約800m地点にある「舞鶴橋」は、映画「風が強く吹いている」の駅伝コースのロケ地となった。
- フィニッシュ地点となる「大分市営陸上競技場」は、映画「恋空」の主人公が通学する土手沿いに位置している。